# Sieghard Brandenburg
Sieghard Brandenburg (* 21. Januar 1938 in Bad Frankenhausen (Kyffh.); † 18. Dezember 2015 in Galmsbüll bei Flensburg) war ein deutscher Musikwissenschaftler, der insbesondere als Beethoven-Forscher hervortrat.

## Leben
Brandenburg studierte Musik (Hauptfach Oboe), Musikwissenschaft und Mathematik an der Musikhochschule Freiburg und an der Albert-Ludwigs-Universität Freiburg, später Musikwissenschaft, Mathematik und neuere Geschichte an der Universität Bonn. 1968 wurde er wissenschaftlicher Mitarbeiter des Beethoven-Archivs Bonn und 1984 Direktor des Beethoven-Archivs. Er bekleidete diesen Posten bis zu seiner Pensionierung am 31. Januar 2003. Eines seiner wichtigsten Projekte war die Herausgabe des Briefwechsels Ludwig van Beethovens, der 1996 bis 1998 in sieben Bänden erschien.
2000 verlieh ihm die Hochschule der Künste Berlin – die heutige Universität der Künste – auf Anregung von Rainer Cadenbach den Titel eines Ehrendoktors.
Nach seiner Pensionierung zog er in den kleinen Ort Galmsbüll in Nordfriesland, wo er 2015 starb.

## Schriften

### Bücher und selbständige Publikationen
- Die Beethoven-Autographen der Sammlung Prof. Dr. Walter Henn Braunschweig, beschrieben und kommentiert von Martin Staehelin, unter Mitarbeit von Sieghard Brandenburg, Bonn 1983
- Ein Brief von Beethovens Großneffen Louis von Hoven an seine Schwester Marie Weidinger in Wien aus dem Jahre 1875, Bonn 1984
- Ludwig van Beethoven, Der Briefwechsel mit dem Verlag Schott, hrsg. von Sieghard Brandenburg, München 1985
- Der Freundeskreis der Familie Malfatti, Bonn 1985
- Ludwig van Beethoven, Der Brief an die Unsterbliche Geliebte, hrsg. von Sieghard Brandenburg, Bonn 1986 (Faksimile-Ausgabe)
- Beethovens Tagebuch, hrsg. von Maynard Solomon, neu hrsg. von Sieghard Brandenburg, Mainz 1990
- Ludwig van Beethoven, Ein Brief an Franz Anton Hoffmeister in Leipzig, hrsg. von Sieghard Brandenburg, Bonn 1992 (Faksimile-Ausgabe)
- Ludwig van Beethoven, Briefwechsel. Gesamtausgabe, hrsg. von Sieghard Brandenburg, 7 Bände, München 1996–1998
- Ludwig van Beethoven, Ein Brief an Karl Friedrich Müller in Berlin, hrsg. von Sieghard Brandenburg, Bonn 1992, Faksimile-Ausgabe
- Ludwig van Beethoven, Zwei Blätter aus seinem Tagebuch, hrsg. von Sieghard Brandenburg, Bonn 1992, Faksimile-Ausgabe
- Ein Brief Anton Schindlers an Gerhard von Breuning. Aus der Anfangszeit der Beethoven-Biographik, hrsg. von Sieghard Brandenburg, Bonn 1993
- Ludwig van Beethoven, Punktierstich von Blasius Höfel nach Louis Letronne, Wien 1814, hrsg. von Sieghard Brandenburg, Bonn 1994
- Beethovens Briefe. Editionen aus zwei Jahrhunderten. Eine Ausstellung des Beethoven-Hauses Bonn, hrsg. von Sieghard Brandenburg, Bonn 1996
- Ludwig van Beethoven, Ein Brief an Franz Gerhard Wegeler in Bonn, hrsg. von Sieghard Brandenburg, Bonn 1997
- Ludwig van Beethoven, Heiligenstädter Testament, hrsg. von Sieghard Brandenburg, Bonn 1997, Faksimile-Ausgabe
- Ludwig van Beethoven, „… mit Hochachtung ihr Freund Beethoven“. Ein Brief an die Sängerin Anna Milder-Hauptmann, hrsg. von Sieghard Brandenburg, Bonn 2002

### Aufsätze
- Beethovens „erste Entwürfe“ zu Variationenzyklen, in: Bericht über den internationalen musikwissenschaftlichen Kongress Bonn 1970, hrsg. von Carl Dahlhaus, Hans Joachim Marx, Magda Marx-Weber und Günther Massenkeil, Kassel 1971, S. 108–111
- Beethovens Skizzen zum zweiten Satz der 7. Symphonie op. 92, in: ebenda, S. 355–357
- Die kurfürstliche Musikbibliothek in Bonn und ihre Bestände im 18. Jahrhundert, in: Beethoven-Jahrbuch, Jg. 8 (1975), S. 7–47
- Die Gründungsjahre des Verlags N. Simrock in Bonn. Kurzfassung einer geplanten Monographie, in: Bonner Geschichtsblätter, Jg. 29 (1977), S. 28–36; Nachdruck in: Studien zur Bonner Musikgeschichte des 18. und 19. Jahrhunderts, hrsg. von Marianne Bröcker und Günther Massenkeil, Köln 1978, S. 28–36
- Bemerkungen zu Beethovens op. 96, in: Beethoven-Jahrbuch, Jg. 9 (1977), S. 11–25
- The first version of Beethoven's g major string quartet, op. 18 No. 2, in: Music and letters, Vol. 58 (1977), S. 127–152
- Über die Bedeutung der Skizzen Beethovens, in: Bericht über den Internationalen Beethoven-Kongreß 20. bis 23. März 1977 in Berlin, Leipzig 1978, S. 39–51
- Über die Bedeutung der Änderungen von Taktvorschriften in einigen Werken Beethovens, in: Beiträge '76-78. Beethoven-Kolloquium 1977, Kassel 1978, S. 37–51
- Ein Skizzenbuch Beethovens aus dem Jahre 1812. Zur Chronologie des Petterschen Skizzenbuches, in: Zu Beethoven, hrsg. von Harry Goldschmidt, Berlin 1979, S. 117–148
- Zur Textgeschichte von Beethovens Violinsonate op. 47, in: Musik, Edition, Interpretation. Gedenkschrift Günther Henle, München 1980, S. 111–124
- The Autograph of Beethoven's String Quartet in A Minor, Opus 132: The Structure of the Manuscript and its Relevance for the Study of the Genesis of the Work, in: The String Quartets of Haydn, Mozart, and Beethoven, Cambridge 1980, S. 278–301
- Die Beethoven-Autographen Johann Nepomuk Kafkas. Ein Beitrag zur Geschichte des Sammelns von Musikhandschriften, in: Divertimento für Hermann J. Abs, Bonn 1981, S. 89–133
- The Historical Background to the “Heiliger Dankgesang” in Beethoven’s A Minor Quartet op. 132, in: Beethoven Studies, Vol. 3, ed. by Alan Tyson, Cambridge 1982, S. 161–191
- Die Quellen zur Entstehungsgeschichte von Beethovens Streichquartett Es-Dur Op. 127, in: Beethoven-Jahrbuch, Jg. 10 (1983), S. 221–276
- Die „erste Fassung“ von Beethovens Righini-Variationen, in: Festschrift Albi Rosenthal, Tutzing 1984, S. 43–66
- Die Skizzen zur Neunten Symphonie, in: Zu Beethoven 2, hrsg. von Harry Goldschmidt, Berlin 1984, S. 88–129
- Once again: On the Question of the Repeat of the Scherzo and Trio in Beethoven's Fifth Symphony, in: Beethoven Essays: Studies in Honor of Elliot Forbes, Cambridge 1984, S. 146–198
- Die Stichvorlage zur Erstausgabe von Beethovens Pastoralsymphonie op. 68, eine neuaufgefundene Primärquelle, in: Festschrift Rudolf Elvers zum 60. Geburtstag, Tutzing 1985, S. 49–62
- Karl Lichnowsky. Ein Mäzen Beethovens, in: Preziosen. Sammlungsstücke und Dokumente selbständiger Kulturinstitute der Bundesrepublik Deutschland, hrsg. von Günther Pflug, Bonn 1986, S. 65–69
- Klaviertrios, in: Beethoven und die Nachwelt. Materialien zur Wirkungsgeschichte Beethovens, hrsg. von Helmut Loos, Bonn 1986, S. 15–23
- Künstlerroman und Biographie. Zur Entstehung des Beethoven-Mythos im 19. Jahrhundert, in: Beethoven und die Nachwelt. Materialien zur Wirkungsgeschichte Beethovens, hrsg. von Helmut Loos, Bonn 1986, S. 65–80
- Beethovens Oratorium Christus am Ölberge. Ein unbequemes Werk, in: Beiträge zur Geschichte des Oratoriums seit Händel. Festschrift Günther Massenkeil zum 60. Geburtstag. hrsg. von Rainer Cadenbach, Bonn 1986, S. 203–220
- Die Beethoveniana in der Musikaliensammlung des Erzherzogs Rudolph, in: Spiegelungen, hrsg. von Werner Knopp, S. 221–249
- Ludwig van Beethoven, der größte Sohn der Stadt Bonn, in: Wandern in und um Bonn, hrsg. von Georg Romberg, Bonn, um 1988, S. 32–33
- Die Beethovenhandschriften in der Musikaliensammlung des Erzherzogs Rudolph, in: Zu Beethoven 3, hrsg. von Harry Goldschmidt, Berlin 1988, S. 141–176
- Beethovens Streichquartette op. 18, in: Beethoven und Böhmen. Beiträge zu Biographie und Wirkungsgeschichte Beethovens, hrsg. von Sieghard Brandenburg und Martella Gutiérrez-Denhoff, Bonn 1988, S. 229–309
- Alte Tradition neu belebt. Das Beethoven-Haus und seine Kammermusikfeste, in: Beethoven-Archiv und Kammermusiksaal. Der Neubau, Bonn 1988, S. 31–41
- Eine Stätte der Forschung. Die Stiftung Beethoven-Archiv, in: Beethoven-Archiv und Kammermusiksaal. Der Neubau, Bonn 1988, S. 43–47
- Die Sammlungen des Beethoven-Hauses in Bonn, in: 1889–1989. Verein Beethoven-Haus, Bonn 1989, S. 117–136
- Beethovens politische Erfahrungen in Bonn, in: Beethoven zwischen Revolution und Restauration, hrsg. von Helga Lühning und Sieghard Brandenburg, Bonn 1989, S. 3–50
- Ein Raum für Musik. Über den neuen Kammermusiksaal des Beethoven-Hauses Bonn, in: Kulturberichte. Arbeitskreis selbständiger Kultur-Institute, 1989, Heft 1, S. 29
- Ludwig van Beethoven, Eigenhändige Abschrift von drei Fugen aus G. F. Händels Concerti grossi op. 6, Mus. Hs. 40.188, in: Beiträge zur musikalischen Quellenkunde. Katalog der Sammlung Hans Peter Wertitsch in der Musiksammlung der Österreichischen Nationalbibliothek, hrsg. von Günter Brosche, Tutzing 1989, S. 5–10
- Zur Entstehung von Beethovens neunter Symphonie, in: Von der Idee zum Werk. Eine Ausstellung des Arbeitskreises selbständiger Kultur-Institute e. V. im Rheinischen Landesmuseum Bonn vom 24. Januar bis 10. März 1991, Bonn 1991, S. 231–243
- Eine neue Ausgabe der Briefe Beethovens, in: 40 Jahre Theatergemeinde Bonn, Bonn 1991, S. 45–56
- Beethovens Skizzen. Probleme der Edition, in: Die Musikforschung, Jg. 44 (1991), S. 346–355
- Beethovens Bonner Kompositionen. Eine Übersicht, in: Monument für Beethoven. Zur Geschichte des Beethoven-Denkmals (1845) und der frühen Beethoven-Rezeption in Bonn, hrsg. von Ingrid Bodsch, Bonn 1995, S. 9–27
- Beethovens Werke für Klavier und Violoncello. Ein Überblick, in: 35. Beethovenfest Bonn 1997. Das Buch zum Programm, Bonn 1997, S. 11–27
- Johanna van Beethoven’s Embezzlement, in: Haydn, Mozart, & Beethoven: Studies in the Music of the Classical Period; Essays in Honour of Alan Tyson, ed. by Sieghard Brandenburg, Oxford 1998, S. 237–251
- Zwei unbekannte Entwürfe Beethovens zu Spottkanons auf Rossini, in: Mitteilungsblatt der Wiener Beethoven-Gesellschaft, Jg. 31 (2000), Heft 1, S. 1–4
- Das Leonore-Skizzenbuch Mendelssohn 15. Einige Probleme der Chronologie, in: Bonner Beethoven-Studien, Band 2 (2001), S. 9–26
- Ein neu entdecktes Stammbuchblatt von Beethoven, in: Österreichische Musikzeitschrift, Jg. 56 (2001), Heft 5, S. 56–57
- Auf Spuren von Beethovens „Unsterblicher Geliebten“. Einige kritische Überlegungen, in: Österreichische Musikzeitschrift, Jg. 57 (2002), Heft 6, S. 5–8
- Rückblick nach vorn – 75 Jahre Beethoven-Archiv, in: Kulturberichte. Arbeitskreis selbständiger Kultur-Institute, Jg. 17 (2002), Heft 1, S. 6–9
- Ludwig van Beethoven, Violinkonzert D-Dur op. 61 (1806). Partitur, Bl. 104r (T. 77–82 aus dem Finale), in: Musikerhandschriften von Heinrich Schütz bis Wolfgang Rihm, hrsg. von Günter Brosche, Stuttgart 2002, S. 50–51
- Beethoven’s Opus 12 Violin Sonatas: On the Path to His Personal Style, in: The Beethoven Violin Sonatas: History, Criticism, Performance, ed. by Lewis Lockwood, Urbana 2004, S. 5–23
- Die Skizzen zu Beethovens Cellosonate op. 69, in: Beethovens Werke für Klavier und Violoncello. Bericht über die Internationale Fachkonferenz Bonn, 18. – 20. Juni 1998, hrsg. von Sieghard Brandenburg, Ingeborg Maaß und Wolfgang Osthoff, Bonn 2004, S. 173–212
- Sammeln und Bewahren – Edieren und Auswerten. Aus der Gründungszeit des Beethoven-Archivs, in: Bonner Beethoven-Studien, Band 5 (2006), S. 71–93

### Herausgeberschaften
- Bonner Beethoven-Studien, Band 1–3, zusammen mit Ernst Herttrich, Bonn 1999, 2001, 2003

### Notenausgaben
- Ludwig van Beethoven, Keßlersches Skizzenbuch. Vollständiges Faksimile des Autographs, mit einem Nachwort und einem Register, München 1976
- Ludwig van Beethoven, Sechs Bagatellen für Klavier op. 126. Faksimile der Handschriften und der Originalausgabe, hrsg. von Sieghard Brandenburg, Bonn 1984
- Ludwig van Beethoven, Sonate für Violoncello und Klavier op. 69. Das Autograph des ersten Satzes, hrsg. von Sieghard Brandenburg, Berlin und Düsseldorf 1992 (Faksimile-Ausgabe; Patrimonia, Band 28)
- Ludwig van Beethoven, Klaviersonate A-Dur opus 101. Faksimile nach dem Autograph im Besitz des Beethoven-Hauses Bonn, hrsg. von Sieghard Brandenburg, München 1998
- Ludwig van Beethoven, Sechste Symphonie F-Dur opus 68. Sinfonia pastorale. Faksimile nach dem Autograph BH 64 im Beethoven-Haus Bonn, hrsg. von Sieghard Brandenburg, Bonn 2000
- Ludwig van Beethoven, Klavierstück a-Moll WoO 59. Für Elise. Kritische Ausgabe mit Faksimile der Handschrift BH 116, hrsg. von Sieghard Brandenburg, Bonn 2002
- Wolfgang Amadeus Mozart, Leichte Stücke aus der Oper „Die Zauberflöte“, für Klavier vierhändig bearbeitet von Christian Gottlob Neefe, hrsg. von Sieghard Brandenburg, Mainz, London, Madrid, New York, Paris, Prag, Tokyo & Toronto (Schott Verlag), 2006